# Edificio La Adriática (Madrid)
El Edificio La Adriática es un edificio de la ciudad española de Madrid.

## Historia y características
Está situado en el número 3 de la plaza del Callao y el número 39 de la Calle Gran Vía, haciendo esquina entre dichas vías en el barrio de Sol, distrito Centro.
Fue proyectado por el arquitecto Luis Sainz de los Terreros en 1926, ejecutándose las obras entre 1926 y 1928. Está coronado por un torreón terminado en cúpula. Durante la posguerra, albergó en sus bajos el establecimiento de Calzados Segarra.